# محوطه عطالر سفلی
محوطه عطالر سفلی مربوط به دوران پیش از تاریخ ایران باستان - است و در شهرستان کلاله، بخش مرکزی، روستای صوفی شیخ واقع شده و این اثر در تاریخ ۲۵ اسفند ۱۳۷۹ با شمارهٔ ثبت ۳۶۵۳ به‌عنوان یکی از آثار ملی ایران به ثبت رسیده است.